# Perasia obligata
Perasia obligata är en fjärilsart som beskrevs av Walker 1858. Perasia obligata ingår i släktet Perasia och familjen nattflyn. Inga underarter finns listade i Catalogue of Life.